# Сан-Агустин (Кордова)
Сан-Агустин (исп. San Agustín) — город и муниципалитет в департаменте Каламучита провинции Кордова (Аргентина), административный центр департамента.

## История
Один из самых старых населённых пунктов провинции Кордова; точное время основания в документах не зафиксировано.
В 1750 году иезуитами здесь была возведена церковь. Когда был образован департамент Каламучита, то Сан-Агустин был избран местом пребывания его властей.
До XX века местная экономика базировалась исключительно на сельском хозяйстве. С 1900 года в окрестностях началась добыча стройматериалов. С 1905 года, в связи с началом прибытия большого количества иммигрантов, началась расчистка территорий к востоку от тогдашнего города.

## Внешние ссылки
- Официальная страница